# Maxomys hylomyoides
Maxomys hylomyoides es una especie de roedor de la familia Muridae, que se conoce comúnmente como la rata espinosa de Sumatra.

## Características
Tiene un pelaje de color marrón oscuro en el dorso y blanco en el vientre, con una cola larga y peluda. Tiene unas espinas duras en la parte posterior del cuerpo, que le sirven para defenderse de los depredadores. Su longitud corporal es de unos 15 cm y su peso es de unos 100 g. Tiene unos dientes afilados y unos bigotes sensibles que le ayudan a encontrar su alimento.

## Distribución geográfica
Esta especie es endémica de Indonesia, donde solo se encuentra en las montañas de Sumatra. Su hábitat natural son los bosques tropicales y subtropicales de montaña, donde vive entre los 900 y los 2000 m de altitud.

## Amenazas y conservación
Maxomys hylomyoides se considera que está en peligro de extinción por la pérdida y degradación de su hábitat, causada por la deforestación, la agricultura, la minería y los incendios forestales. También se enfrenta a la caza y el comercio ilegal, ya que su carne y su piel son apreciadas por algunas comunidades locales. Se necesita más investigación y conservación para proteger a esta especie única y amenazada, que se sabe muy poco sobre su biología y ecología.

## Reproducción
Se cree que Maxomys hylomyoides se reproduce durante todo el año, pero se desconoce su ciclo reproductivo y su comportamiento sexual. Se han encontrado hembras preñadas con dos o tres embriones en el útero. Los recién nacidos tienen un pelaje suave y sin espinas, que se endurece a medida que crecen.

## Relación con otros animales
Es una especie solitaria y territorial, que marca su área con orina y heces. Se comunica con otros individuos de su especie mediante sonidos de alta frecuencia y señales olfativas. Tiene varios depredadores naturales, como búhos, civetas, gatos monteses y pitones. También puede ser parasitado por pulgas, garrapatas y nematodos.

## Importancia ecológica
Maxomys hylomyoides es una especie clave para el mantenimiento de la biodiversidad y el funcionamiento de los ecosistemas de montaña. Al ser un dispersor de semillas, contribuye a la regeneración y la diversificación de la vegetación. Al ser una presa, forma parte de la cadena trófica y regula las poblaciones de sus depredadores. Al ser una especie endémica y amenazada, representa un valor intrínseco y un indicador de la salud ambiental.